# Finlands kulturinstitut i Danmark
Fonden Finlands kulturinstitut i Danmark blev stiftet 18. december 1991, og har til formål at formidle et bredere kendskab til finsk kultur og kunst i deres respektive former i Danmark.  
Finlands kulturinstitut i Danmark er medlem af Finlands Kultur- og Videnskabsinstitutter (”Suomen kulttuuri- ja tiedeinstituutit ry”). Formålet med forbundet er at udvikle forudsætningerne for kultur- og videnskabsinstitutternes virksomhed, kommunikationen mellem institutterne og informationen herom i hjemlandet. 

## Aktivitet
Instituttets kontor ligger på adressen Borgergade 32. Det har ikke egne foredrags- eller udstillingslokaler. I hovedreglen sker instituttets arbejde altid i tæt samarbejde med lokale samarbejdspartnere.

## Amassadesamarbejde og EUNIC
Formålet med EUNIC-netværket (Network of European Union National Institutes for Culture) er at fremme kulturel mangfoldighed, dialog og samarbejdet mellem kulturinstitutter. Udover Det Danske Kulturinstitut hører fem andre udenlandske institutter til den københavnske EUNIC-cluster: Finlands kulturinstitut i Danmark, British Council, Goethe-Institut, Institut Français og Istituto Italiano di Cultura.

## Eksterne kilder og henvisninger
- Instituttets hjemmeside Arkiveret 23. juli 2020 hos  Wayback Machine